# 사케리-르장드르 정리
절대기하학에서 사케리-르장드르 정리(영어: Saccheri–Legendre theorem)는 삼각형의 내각합에 대한 정리이다.

## 정리
절대기하학을 가정하자. 즉, 유클리드 기하학의 공리에서 평행선 공준만을 제외하자.
사케리-르장드르 제1정리에 따르면, 삼각형의 내각합은 항상 180도보다 작거나 같다.
사케리-르장드르 제2정리에 따르면, 내각합이 180도인 삼각형이 존재한다면, 모든 삼각형의 내각합은 180도이다.
사케리-르장드르 제3정리에 따르면, 내각합이 180도보다 작은 삼각형이 존재한다면, 모든 삼각형의 내각합은 180도보다 작다.
사케리-르장드르 제4정리에 따르면, 만약 주어진 각과 그 내부의 점에 대하여, 항상 그 점을 지나며, 각의 두변과 만나는 직선을 그을 수 있다면, 삼각형의 내각합은 180도보다 작을 수 없다.

## 증명

### 사케리-르장드르 제1정리

제1 정리

제2 정리 보조 정리 1

제2 정리 보조 정리 3

제2 정리 보조 정리 4

제2 정리 보조 정리 5

어떤 삼각형 ABC의 내각합이 180도보다 크다고 가정하자.
CA의 연장선에, CA = AA1이면서, A가 C와 A1 사이에 있게 점 A1을 찍자. 또한, 길이와 (직선 CA 기준) 방향이 CB와 같은 선분 AB1를 긋자. 그렇다면, 변각변에 따라, 삼각형 ABC와 A1B1A는 합동이 된다. 두 삼각형 ABC와 ABB1에서, 삼각형 ABC의 내각합이 180도보다 크므로, ∠CBA > ∠BAB1이다. 또한, AB = AB, BC = AB1이므로, CA > BB1이다.
이 같은 과정을 반복하면, 다음을 만족하는 점집합 A1, A2, A3, ... 및 B1, B2, B3, ...을 얻는다.
- 점 C, A, A1, A2, ...은 공선점이다.
- 삼각형 CAB, AA1B1, A1A2B2, ...는 합동이다.
- a = BB1 = BB2 = BB3 = …
- b = CA = AA1 = A1A2 = …
- a < b

아르키메데스 성질에 따라, 다음을 만족시키는 자연수 n이 존재한다.
CB + BA - a < n(b - a)
즉,
CB + na + BnAn < (n + 1)b
따라서, 꺽은선 CBB1B2…BnAn의 길이는 직선 CAA1A2…An의 길이보다 짧다. 이는 최단 거리가 직선인 데 모순이다.

### 사케리-르장드르 제2정리
내각합이 180도인 삼각형 ABC가 존재한다고 가정하자. 그렇다면, 모든 삼각형의 내각합이 180도라는 것을 다음과 같이 단계별로 증명할 수 있다.
편의를 위해, n각형의 "내각합 결손"을, 180(n - 2) 빼기 실제 내각합으로 정의하자.
보조 정리 1, 큰 도형의 내각합 결손은 이를 구성하는 작은 도형의 내각합 결손의 합이다. 예를 들어, 삼각형 ABC와 변 BC 위 점 D에 대하여, ABC의 내각합은 자명하게 ADB와 ADC의 내각합의 합 빼기 180도이다. 이는 필요할 때마다 특별한 경우를 검증하는 것으로 족하므로, 증명하지 않는다.
보조 정리 2, 큰 삼각형의 내각합이 180인 것은, 이를 구성하는 두 작은 삼각형의 내각합이 모두 180도인 것과 동치이다. 뒷부분이 앞부분을 함의한다는 것은, 보조 정리 1에 따라 자명하다. 큰 삼각형의 내각합이 180도라고 가정하자. 제1정리에 따라, 두 작은 삼각형의 내각합은 모두 180도보다 작거나 그와 같다. 또한 보조 정리 1에 따라, 두 내각합의 합이 360도이므로, 두 내각합은 각자 정확히 180도이다.
보조 정리 3, 내각합이 180도인 직각 삼각형이 존재한다. ABC가 직각 삼각형이 아니라면, 최대 내각의 꼭짓점 A로부터 BC의 수선을 긋자. 그렇다면, 수선은 선분 BC와 교점 D를 갖는다. 보조 정리 2에 따라, ADB는 내각합이 180도인 직각 삼각형이다.
보조 정리 4, 두 직각변이 ADB 직각변의 임의 정수 배수인 직각 삼각형은 내각합이 180도이다. ADB가 내각합이 180도인 직각 삼각형이므로, 그와 합동인 삼각형들을 이어 맞추면, 두 직각변이 각각 AD와 DB의 임의 정수 배수인 직각 삼각형을 얻으며, 보조 정리 1에 따라 내각합이 180도이다.
보조 정리 5, 모든 직각 삼각형의 내각합은 180도이다. 직각 삼각형 EFG가 주어졌다고 하자. 아르키메데스 성질에 따라, 동시에 FE' = nAD > FE와 FG' = nBD > FG를 만족하는, FE의 연장선 위 점 E'  및 FG의 연장선 위 점 G'  및 자연수 n이 존재한다. 보조 정리 4에 따라, 직각 삼각형 EF'G' 의 내각합은 180도이다. E와 G'를 잇자. 그렇다면, 보조 정리 2에 따라 직각 삼각형 EFG' 의 내각합은 180도이며, 다시 또 보조 정리 2에 따라 직각 삼각형 EFG의 내각합은 180도이다.
보조 정리 6, 모든 삼각형의 내각합은 180도이다. 임의의 삼각형에 대하여, 그 최대 내각 꼭짓점으로부터 대변 수선을 그어, 두 작은 직각 삼각형을 만들 수 있다. 보조 정리 5와 보조 정리 2에 따라, 삼각형의 내각합은 180도이다.

### 사케리-르장드르 제3정리
제3정리는 제2정리의 대우이므로, 당연히 성립한다.

## 역사
지오반니 사케리와 아드리앵마리 르장드르가 제시 및 증명하였다. 그 뒤 르장드르는 삼각형 공준을 평행선 공준을 사용하지 않고 증명하는 데 성공한 듯했으나, 증명되지 않은 가정을 사용했음을 발견하였다.

## 참고 문헌
- 王宗儒 (1981년 7월). 《三角形内角和等于180°吗》 (중국어). 湖南人民出版社.